# Michael Harris (Mathematiker)
Michael Howard Harris (* 1954 in Philadelphia, Pennsylvania) ist ein US-amerikanischer Mathematiker, der sich mit Zahlentheorie und Modulformen im Umfeld des Langlands-Programms beschäftigt.
Harris studierte an der Princeton University (Bachelorabschluss 1973) und promovierte 1977 bei Barry Mazur an der Harvard University (On p-adic Representations arising from Descent on Abelian Varieties, erschienen in Compositio Mathematica Bd. 39, 1979, S. 177–245, Korrektur ibid. 2000). Ab 1977 war er an der Brandeis University, von 1989 bis 1994 als Professor. Danach war er Professor an der Universität Paris VII, Denis Diderot. Seit 2001 ist er Mitglied des Institut Universitaire de France. Er ist am Centre Mathematiques de Jussieu in Paris.
Mit Richard Taylor bewies er 1998 die lokale Langlands-Vermutung (das heißt für lokale p-adische Körper).
1982 war er Sloan Research Fellow. 2006 erhielt er den Grand Prix Sophie Germain der französischen Akademie der Wissenschaften. Er war 2002 Invited Speaker auf dem ICM in Peking (On the local Langlands correspondence).
2007 erhielt er mit Richard Taylor den Clay Research Award für ihre Arbeiten über lokale und globale Galois-Darstellung, teilweise in Zusammenarbeit mit Laurent Clozel und Nicholas Shepherd-Barron, die im Beweis der Sato-Tate Vermutung für elliptische Kurven mit nicht-ganzzahligen j-Invarianten gipfelte. 2014 war er Eingeladener Sprecher auf dem ICM in Seoul (Automorphic Galois representations and the comohology of Shimura varieties). 2016 wurde er zum auswärtigen Mitglied der Academia Europaea gewählt. 2018 wurde er Fellow der American Mathematical Society, 2019 Mitglied der American Academy of Arts and Sciences, 2022 Mitglied der National Academy of Sciences und 2025 Mitglied der American Philosophical Society.
Zu seinen Doktoranden gehört Laurent Fargues.
Er ist Professor an der Columbia-Universität in New York.

## Schriften
- Mit Richard Taylor: The geometry and cohomology of some simple Shimura varieties. Annals of Mathematics Studies 151, Princeton University Press 2001 (lokale Langlandskorrespondenz).
- Mathematics without apologies. Princeton University Press 2015.